# Pèptid antimicrobià
Els pèptids antimicrobians són proteïnes d'origen natural que tenen propietats antibiòtiques, generalment constituïts per entre 12 i 50 aminoàcids. Aquests pèptids són fabricats com a mitjà de defensa contra les malalties produïdes per diversos microorganismes. Són actius contra els bacteris tant grampositius com gramnegatius, fongs i virus. N'existeix una gran quantitat, així com una gran quantitat de fonts; se'n poden trobar en plantes, insectes i mamífers.

## Classificació
Aquests pèptids inclouen dos o més residus carregats positivament. Les diferents possibilitats d'estructura secundària que presenten els pèptids antimicrobians són les següents:
- els que presenten una hèlix alfa;
- els que presenten una fulla beta atribuïda a la presència de dos o més enllaços disulfur;
- els que presenten una estructura de tipus loop degut a la presència d'un enllaç disulfur senzill i/o cilització de la cadena peptídica; i
- els que presenten una estructura estesa.

## Per mètode de síntesi
- Pèptid de síntesi ribosòmica
- Pèptid de síntesi no ribosòmica

### Per origen
- Mamífers
- Amfibis
- Insectes
- Plantes
- Virus
- Bacteris